# 加沙地带
加沙地带（羅馬化：Qiṭāʿ Gazzah，羅馬化：Retsu'at 'Azah），简称加沙，是巴勒斯坦國在西奈半岛东北部地中海沿岸占地365平方公里（140平方哩）的狹長地帶，位於巴勒斯坦西岸、西奈半島東北部。长期以来加沙走廊的电力、食物、水源与网络受以色列所控制，大部分的海岸線和领空也被以色列佔領，陸上邊界和關口則由以色列和埃及個別控制。
在二戰後原本在聯合國規劃中將历史上的巴勒斯坦地区切割为两个国家：犹太国和阿拉伯國。1948年在以色列宣布成立后，阿拉伯聯軍對以色列發動阿以戰爭，加沙地带被埃及吞併，直到1967年六日戰爭又被以色列占领，同约旦河西岸成为被以色列占领的巴勒斯坦领土的一部分。2005年以色列從加沙地带撤軍，2007年哈瑪斯驅逐法塔赫後長期執政加沙地带。
2023年10月7日，哈瑪斯大舉入侵以色列南部，並在一天之內發射數千發火箭彈進行無差別打擊，造成以色列共計約1400人傷亡；隨後以色列國防軍對哈瑪斯組織正式宣戰，從此進入戰爭狀態，並以援救以色列人質與殲滅哈瑪斯為由，向加沙走廊展开反擊，該次軍事行動至今共造成超过4万名在加薩的巴勒斯坦人死亡，包括至少數千名妇女与儿童。

## 歷史
加沙位于亚洲与非洲間、地中海与红海間的交通要冲，有着漫长而复杂的文明史，是世界上最古老的城市之一。有考古发现记录以来，该地先後被古埃及、迦南、非利士、以色列联合王国、亚述帝国、新巴比倫帝國、波斯帝国、马其顿帝国、罗马帝国、阿拉伯帝国、蒙古帝国、奧斯曼土耳其帝国、英國、埃及和以色列統治。

### 巴以冲突
1994年，以色列將大部分加沙地带的自治權交給巴勒斯坦民族權力機構（法塔赫）。
2005年之前，加沙地带69%的土地与西岸的部分地區由巴勒斯坦民族权力机构管理，其他部分（主要是以色列公民居住的地方）则由以色列管理。由于巴勒斯坦民族权力机构不允许拥有正规军，治安由巴勒斯坦的公共治安队和民警负责。
2005年2月，以色列政府决定在夏天将以色列军队撤出加沙地带，并放弃所有以色列在加沙地带的定居点。撤军后，以色列仍将控制加沙地带的海岸线，以及加沙地带与埃及之间的一个狭长区域。但以色列国内对撤军计划有很大分歧。
2005年8月15日，以色列关闭加沙古什·卡提夫犹太定居点，正式撤出加沙，但其邊境、海岸與領空仍被以色列控制。
由於穆斯林居民在2006年巴勒斯坦立法委員會选举出的哈馬斯政权堅持消滅以色列，因此加沙地带的邊境、海岸與領空依舊被以色列重重封鎖，水電基礎設施的使用權亦依然被以色列嚴密管控。
2007年6月，哈马斯通過加沙之战从法塔赫手中夺得加沙地带的控制权，自此法塔赫仅控制约旦河西岸地区，而加沙地带由哈马斯控制。以色列從此開始嚴密封鎖加沙地带，埃及亦關閉加沙地带南部的邊界，居民只能依靠救濟和從與埃及間的地道掙扎求生。國際救援組織前往加沙的援助車隊則常在埃及受到阻撓，例如2010年5月就爆發了以色列軍隊襲擊援助加沙船隊的加沙船隊衝突。而哈馬斯統治加沙地帶後，更多的妇女蒙上了头巾、更多的男人蓄了胡子，电脑网络被过滤审查，没有哈马斯成员组织的公开集会被禁止。
2008年加沙戰爭，哈馬斯向以色列境內目標發射火箭彈和迫擊炮，以色列则摧毀了包括警察局、監獄和哈馬斯指揮中心等450個哈馬斯目標。同時以色列北部也受到來自黎巴嫩方向發射的火箭彈襲擊。空襲持續一週後，以色列於次年1月3日派出地面部隊進入加沙地帶。
2012年雲柱行動，以色列國防軍於11月14日開始在加沙地帶展開的軍事行動，以報復此前哈馬斯方面對以色列南部城鎮的襲擊。
2012年，加沙地带與約旦河西岸地区作为巴勒斯坦國正式被聯合國接納為觀察員國。
2014年以巴衝突，以色列发动对加沙的大規模空襲，7月8日起在哈馬斯統治加沙地帶展開軍事行動，在衝突進行了50天後，以色列與巴勒斯坦抵抗组织哈马斯已同意埃及提出的方案，從格林威治時間26日16時開始在加沙實施無限期停火，為50天來造成超過2,100多人死亡的加沙戰事畫下句号。
2011年5月，经埃及斡旋，法塔赫和哈马斯在埃及开罗签署和解协议。2012年2月，双方在卡塔尔签署《多哈协议》。2014年4月，双方宣布执行上述和解协议，但未能落实。
2017年9月17日，哈马斯宣布解散掌握加沙地带管理权的“行政委员会”，同意由巴勒斯坦政府接管加沙地带并行使行政权。9月25日，巴勒斯坦政府发言人优素福·穆罕默德在拉姆安拉宣布，巴勒斯坦总理拉米·哈马达拉与总统阿巴斯协商后决定，巴勒斯坦政府将于10月3日在加沙地带召开政府每周例会，而哈姆达拉和部分政府部长将在10月2日进入加沙地带，以便与控制加沙地带的哈马斯进行权力交接，由此加沙地帶的公務員工資將由巴勒斯坦民族權力機構支付。10月12日，雙方簽署和解協議，但其後未能履行該協議。
2018至19年，大批巴勒斯坦人聚集在加沙边境示威，要求以色列当局让原居于以色列的巴勒斯坦人及其后代享有返回故乡定居的权利。
2021年5月，巴勒斯坦人再与以色列发生军事冲突。冲突起因是巴勒斯坦抗议者与以色列警方在东耶路撒冷谢赫·贾拉社区发生的冲突，引发以色列警方突袭位于圣殿山的阿克萨清真寺，造成约300名巴勒斯坦人受伤，从而引爆双方的军事冲突。后来在埃及的斡旋下，双方达成停火协议。
2022年破晓行动，以色列国防军在约旦河西岸以色列占领区的杰宁逮捕杰哈德领导人巴萨姆·萨阿迪，并先发制人地向加沙的武装分子和基础设施发动空袭。后来又经埃及调停，双方再次停火。
2023年10月，哈瑪斯發動名為阿克薩洪水行動的恐怖攻擊，從加沙發射逾5,000枚火箭彈襲擊以色列，並派員入侵其南部領土，進而爆發以色列—哈馬斯戰爭。
2023年12月，阿拉伯國家在聯合國安理會提案呼籲在加沙停火，但因美國行使否決權而未能通過決議。巴勒斯坦衛生部發言人表示，加沙巴人死亡人數已上升至17997人，受傷人數達到49229人。
2024年3月25日，聯合國安理會以14票贊成、1票棄權通過決議，要求以色列與哈瑪斯於穆斯林齋戒月期間在加薩立即停火，並釋放所有人質。2025年1月19日，以色列與哈馬斯在加沙的停火協議正式生效。
2025年2月5日，在與本雅明·內塔尼亞胡的聯合新聞發佈會上，美國總統唐納·川普宣布美國有意接管加沙地帶，由此美國在該地區的政策方針引發爭議。次日，川普表示美國接管加沙的計劃將在戰爭結束後實行，並計劃在接管加沙後全面驅逐該地區內全部居民。
2025年5月4日，以色列安全内阁決定控制並征服加沙地帶。8月8日，以色列国防军准备接管加沙城。

### 统治者年表
以下时间线中的红色条表示所指示的群体在此期间拥有有限的自治权，而非主权。

## 地理

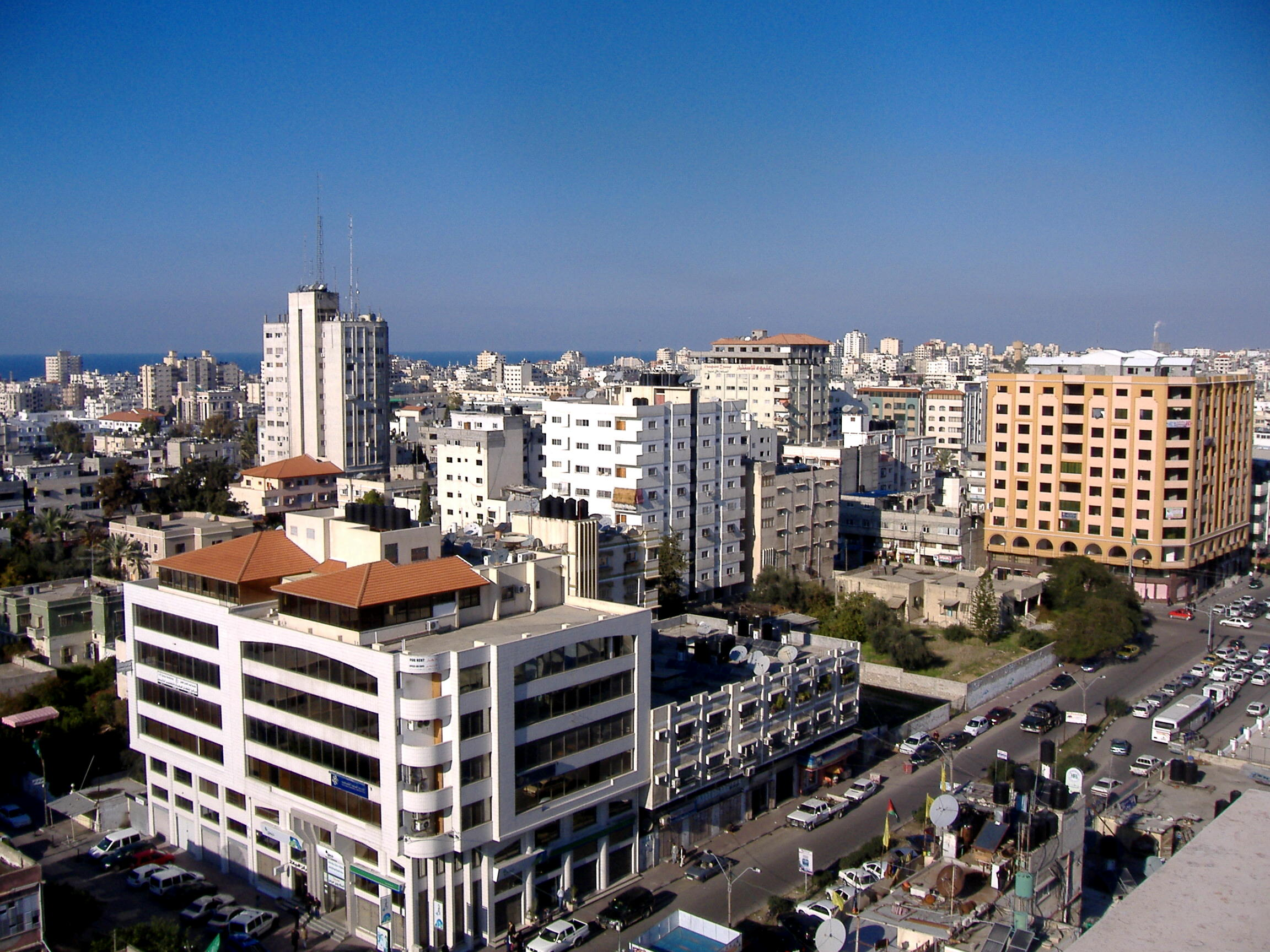
加沙市

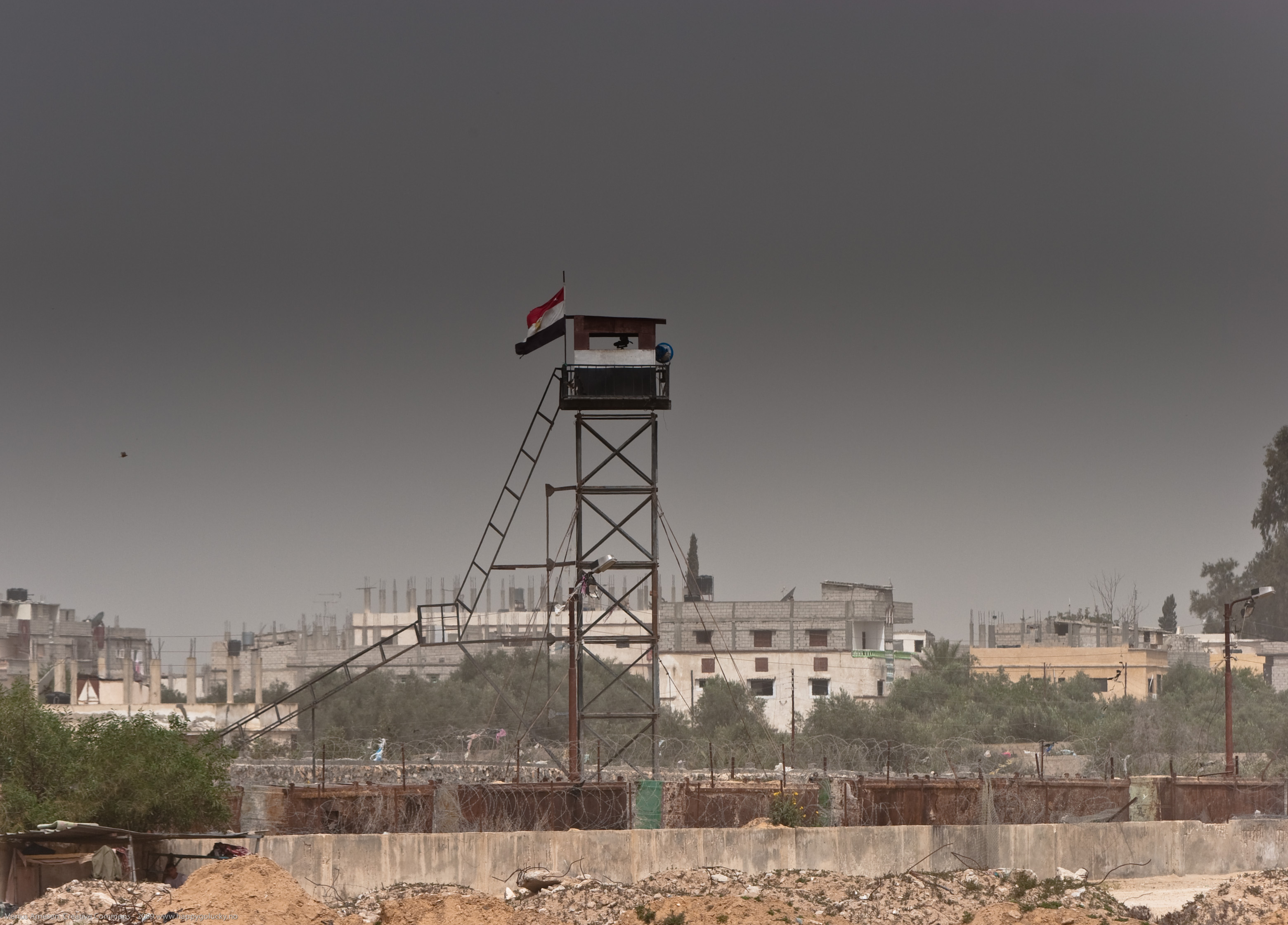
加沙地带與埃及交界处

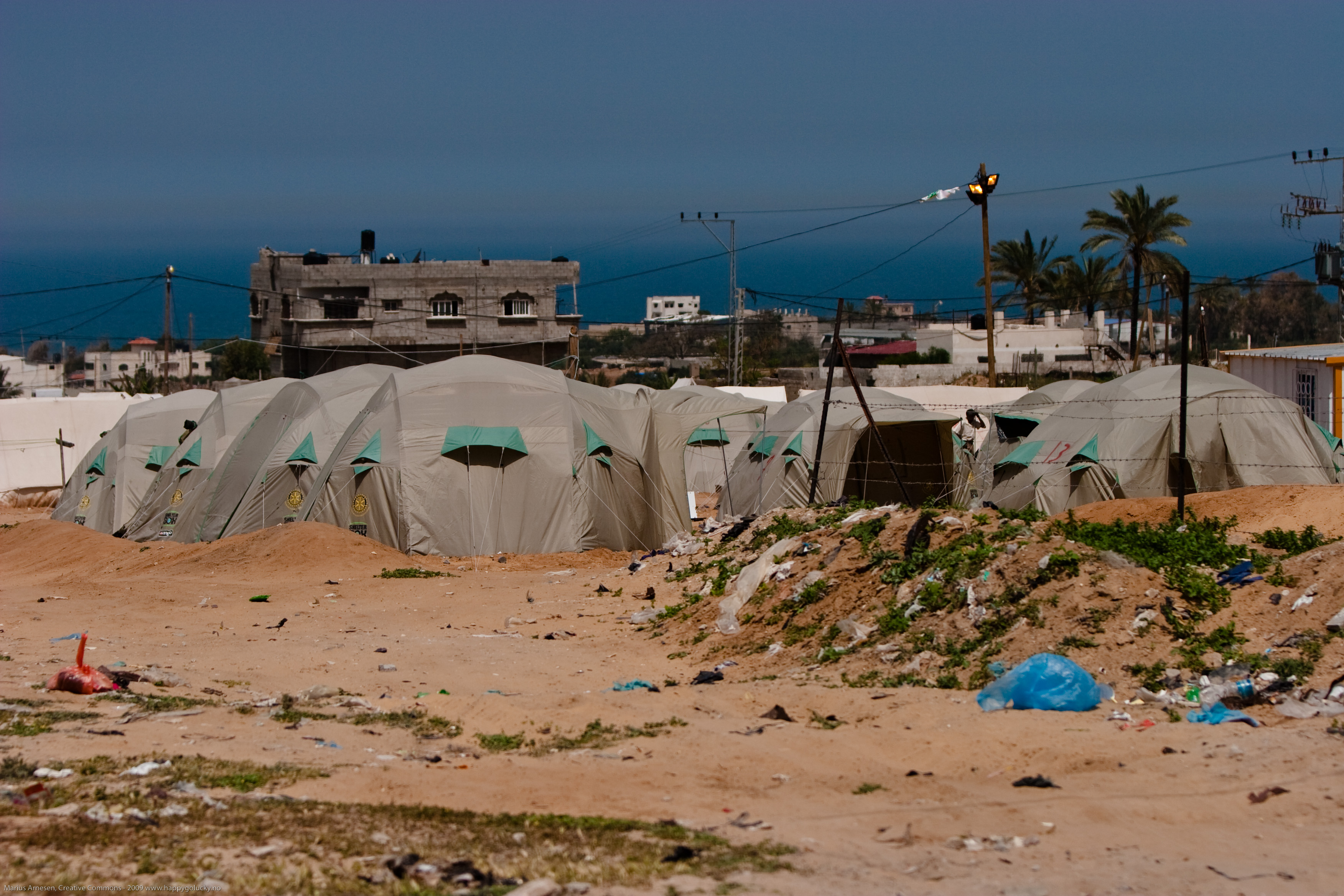
被以色列国防军炸毁的加沙地带巴勒斯坦村庄（2009年）

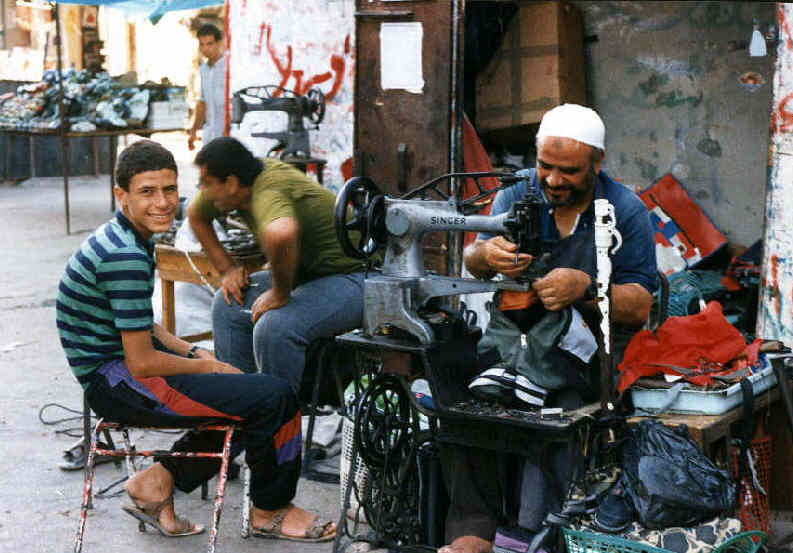
家庭代工業自2010年起已逐步取代农业成为加沙地带巴勒斯坦家庭的经济收入来源

加沙地带位于中东，与埃及接壤的邊界長11公里，（拉法就位於邊境附近），而與以色列接壤的邊界則长約51公里。
2005年時任以色列總理阿里埃勒·沙龙打算单方面放弃所有加沙地带的以色列定居点，这些定居点主要集中于西南边靠海岸的古什·卡提夫。此外，加沙地带与地中海还有一條约40公里长的海岸线。但由于以色列的军事管辖，巴勒斯坦民族权力机构对其海岸线並没有控制权，海域仍由以色列控制。
加沙地带地形平坦，有些地方是丘陵，海岸有沙丘。最高点海拔105公尺。气候温和，冬季温暖，夏季则炎热干旱。加沙地帶的自然资源有耕地（约三分之一的地区有灌溉水），而且有天然气。水資源主要依赖加沙河以及以色列。加沙地带三分之二的供电来自以色列。环境问题包括沙漠化、淡水鹹化、垃圾处理、水资源污染、土壤恶化和地下水资源的消耗。

### 行政區劃
加沙地带下轄五省。
| 省名         | 人口 (2007) | 面积 (km2) |
| ------------ | ----------- | ---------- |
| 北加沙省     | 290,843     | 61         |
| 加沙省       | 524,001     | 70         |
| 代尔拜莱赫省 | 216,494     | 56         |
| 汉尤尼斯省   | 290,399     | 108        |
| 拉法省       | 177,632     | 65         |
| 总计         | 1,499,369   | 360        |

## 人口
2010年，加沙地带的人口数达到160万。在2015年末估计当地有185万人。大部分的加沙地带居民都是1948年第一次中东战争中逃出巴勒斯坦的难民及其后代。加沙地带的人口一直急剧增长，2014年估计当地的总和生育率在每名妇女4.24个孩子。联合国曾声称，如果不采取措施，引全球水资源供应加沙，到2020年，加沙地带将不适合人类居住。大多数当地人是穆斯林，少数为基督徒（0.7%）。 截至2022年底，人口已突破237萬。

## 经济
1994年5月，根据巴黎协定，加沙地带的经济由巴勒斯坦民族权力机构管理。
由於亚西尔·阿拉法特领导下政府贪污和管理不善，加上以色列在遭受一系列恐怖袭击后，将加沙地带的边境关闭，期內加沙地带的经济萎缩了三分之一。在边境关闭前，有许多加沙地带的人到以色列工作。经济不景氣導致了较高的失业率。2010年下半年，加沙地带的失业率达到45.2%。
1998年，以色列改变对巴勒斯坦的政策，开始减轻封锁巴勒斯坦的经济，並减缓对巴勒斯坦货物和劳工运輸的限制。这使經濟連續恢复了三年。但2000年爆发的第二次巴勒斯坦武装起义，导致以色列再度封锁。在此后两年中，巴勒斯坦内部的斗争和以色列的军事行动，摧毁了加沙地带主要的工厂和管理机构，许多企业倒闭，国家总生产力大降，巴勒斯坦在以色列的劳工的收入也大幅降低。
根据美国中央情报局的世界概况，2001年经济下降35%，人均收入为每年625美元。60%的人口生活在贫穷线以下。加沙地带的工业主要是小型的家庭企业，其产品为纺织品、肥皂、橄榄树木雕刻和旅游纪念品。以色列人在一个工业中心建立了一些小型现代化的工业。电力由以色列提供。電費一度由巴勒斯坦民族權力機構支付。主要的农产品是橄欖 、柠檬、蔬菜、牛肉和奶制品。主要出口柠檬和鲜花，主要进口食品、消耗品和建设物资。主要的贸易对象为以色列、埃及和約旦河西岸地區。
约翰·霍普金斯大学和国立阿拉伯巴勒斯坦大学于2002年末为国际援外合作署作的一个研究表明，巴勒斯坦人普遍缺乏营养：約17.5%的6岁到59个月的儿童患慢性营养不良，53%的年轻和中年妇女以及44%的儿童患贫血症。

## 交通
从南到北加沙地带有一条标准轨距的铁路，但已荒廢，只有少数轨道保存。这条铁路过去在南部连接埃及的铁路，在北部连接以色列的铁路系统。此外，加沙地带还有一个小的、原始的公路网，它唯一的海港是加沙市，现在已被关闭。加沙国际机场于1998年11月24日开放。2000年10月被以色列下令关闭，2001年12月以色列军队摧毁了它的跑道。
加沙地带有簡陋的电话服务系統，以色列電訊商如Cellcom亦有提供服務。加沙地带有两个电视台（由巴勒斯坦民族权力机构管理），没有广播电台，此外还有四个互联网服务商提供主要為ADSL服務。大多数巴勒斯坦家庭擁有收音机和电视机。

## 主要城市
- 加沙
- 汗尤尼斯
- 拉法